# Oppidum íbero de Puente Tablas
El oppidum íbero de Puente Tablas, también conocido como cerro de la plaza de armas de Puente Tablas, es un yacimiento arqueológico ibero, considerado uno de los más importantes a nivel nacional de dicho periodo. Está situado en Puente Tablas, núcleo perteneciente al término municipal de Jaén (España), en la Campiña Oriental y en la margen derecha del río Guadalbullón. Actualmente goza de protección jurídica como Bien de Interés Cultural, con la categoría de zona arqueológica.
El yacimiento se puso en valor con un centro de interpretación que fue inaugurado el 16 de febrero de 2016.

## Situación
Se trata de un oppidum íbero que se localiza en dos cerros cuyo perfil artificial viene determinado por la existencia de una potente fortificación de trazado irregular adaptada a las elevaciones y giros del terreno, amurallándolos por completo con excepción del borde oeste, donde se aprovecha un afloramiento rocoso. Es la muralla la que concede la visión amesetada a los cerros y la que provocaría con el tiempo que la colmatación los uniera formando visiblemente un único accidente geológico.
El lugar fue ocupado escogiendo su situación privilegiada y claramente estratégica, controlando las fértiles tierras de la vega, la proximidad de minas de almagra y yeso, así como la vía de comunicación que constituye el Guadalbullón, el cual enlaza con el Guadalquivir atravesando la Campiña. Sólo el Cerro de San Juan de Dios al noreste cierra la línea de visibilidad, si bien la posición que ocupa el oppidum, adelantado hacia un meandro del río, le permite controlar desde una posición privilegiada el paisaje, ya que si se avanza por las líneas naturales de tránsito (noreste y sureste) no se divisa la fortificación. Al oeste del sitio arqueológico, donde se sitúa la línea de visibilidad dominante, es precisamente donde la muralla deja paso a los cortados rocosos y donde se erigen, como se verá, las arquitecturas más nobles.

## Historia

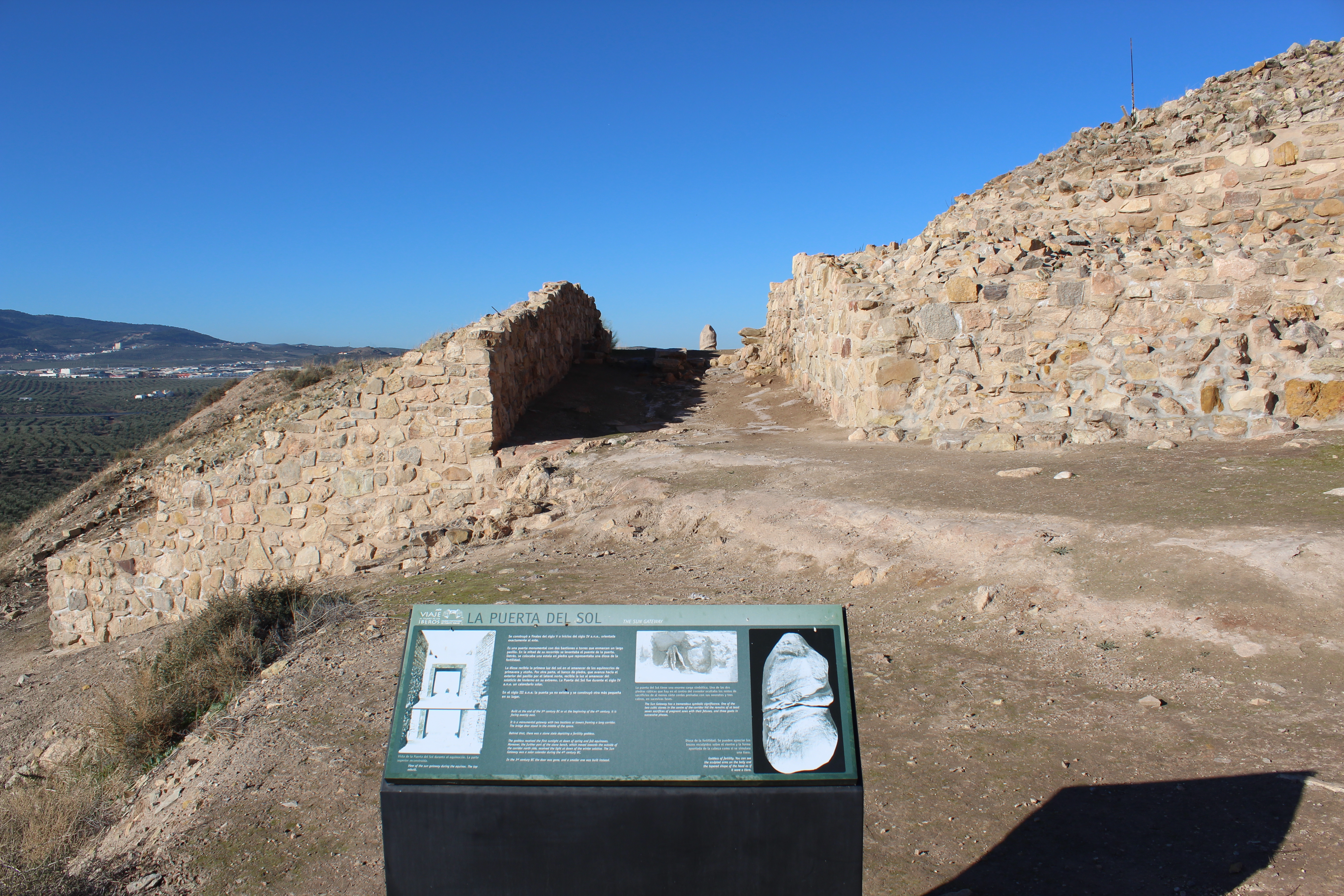
Puerta del Sol, entrada al recinto ibero de Puente Tablas.

Las excavaciones sistemáticas realizadas en la década de 1970 por Maluquer de Motes, en 1983 y desde 1985 en sucesivas campañas por un equipo de arqueólogos de la Universidad de Jaén, dentro del proyecto de investigación «El Poblamiento Ibérico en la Campiña de Jaén», han puesto de manifiesto la ocupación del cerro desde el Bronce Final hasta época islámica. Se constató un abandono intermedio, a mediados del siglo IV a. C., con el probable traslado de la población desde Puente Tablas al Cerro de Santa Catalina, etapa que coincide con una fuerte caída del polen de cereal en los niveles de ocupación, lo que implica el abandono claro de la explotación de las vegas del Guadalbullón.
De la Edad del Bronce se documenta una ocupación a lo largo de los dos cerros, con fondos de cabaña y hoyos de poste. Aunque la extensión de los hallazgos presupone más bien un desplazamiento progresivo y no una ocupación coetánea de toda la cima amesetada, recientes descubrimientos en un cerro al sureste han evidenciado una más amplia ocupación en esta época, hecho que revisa las ideas en cuanto a la extensión real de la zona arqueológica y aconseja la nueva definición de sus límites de cara al presente expediente de declaración de Bien de Interés Cultural.

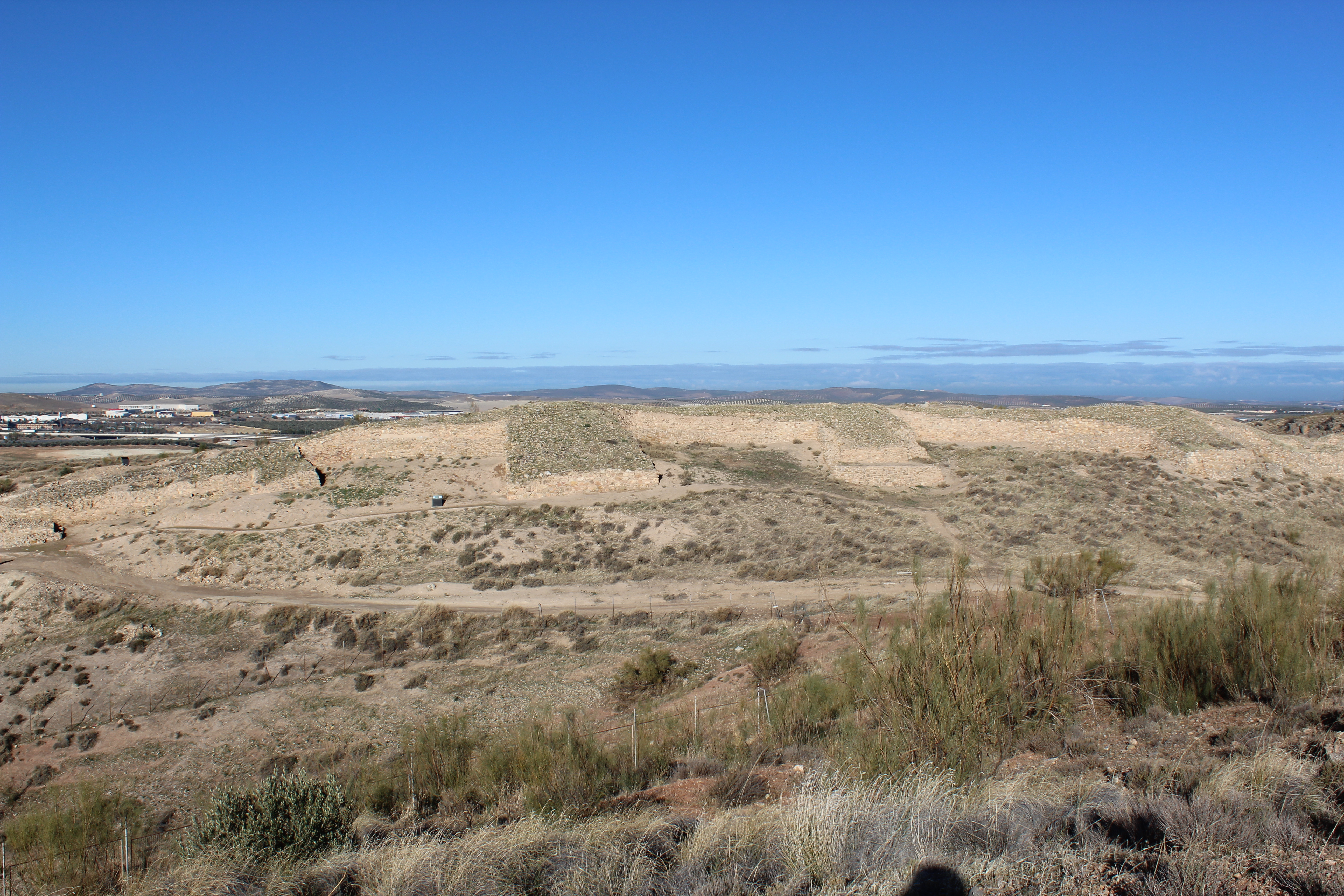
Vista del recinto amurallado ibero de Puente Tablas.

Ya en la siguiente fase, protoibérica, se inicia la fortificación de los cerros a partir de la técnica de piedra en seco, material procedente del Cerro de San Juan de Dios. Con un talud apoyado sobre paramento aplomado de gran grosor y con bastiones rectangulares a modo de contrafuerte, se constata un complejo sistema de pasillos interiores.
La muralla ha sido excavada en las diversas campañas arqueológicas en un tramo de doscientos metros, descubriéndose un total de ocho bastiones, conservándose en algunos puntos hasta cinco metros de altura. La única puerta conocida se localiza en el sector suroccidental protegida por dos contrafuertes, los cuales crean un embudo para controlar el acceso.
En el siglo IV a. C., previamente al abandono, los bastiones de la muralla se revisten con un tratamiento encalado y se utiliza en algunos puntos la técnica de «a soga y tizón». El sistema urbano del interior llega al momento de su mayor complejidad con un completo sistema de calles que distribuyen casas adosadas de planta cuadrada a uno y otro lado. Los compartimentos interiores de la vivienda adquieren de igual modo mayor complejidad, percibiéndose una clara asignación espacial a las actividades del trabajo.

## Construcciones
En la casa prototipo del siglo IV a. C., la vivienda del oppidum sufre una reorientación respecto a períodos anteriores. A la entrada, se aprecia la creación de un espacio semiabierto común frente a la compartimentación de fases más antiguas. De este modo, las dos primeras habitaciones se fusionan en una sola estancia con bancos corridos adyacentes y con un pilar central que indicaría una cubrición parcial en sentido lateral. El suelo se pavimenta con tierra apisonada o con yeso. Funcionalmente, en esta crujía se localiza el área de molienda así como el hogar junto a la puerta de la casa, en torno al cual se documenta el área de consumo.
Por el contrario, la tercera y única estancia interior que en época precedente estaba delimitada al fondo por el muro medianero a otras viviendas contrapuestas, se compartimenta en dos o tres habitaciones longitudinales que a su vez pueden encontrarse divididas transversalmente. El pavimento de estos espacios interiores es de losas de piedra caliza, salvo una zona que aparece sin empedrar y que debe estar relacionada con algún piso o estructura de madera, u otro material perecedero, que la cubriera. Además, en la estancia semicubierta de una de las casas, fechada en el siglo IV a. C., se conserva el arranque de uno de los escalones, orientados hacia las habitaciones interiores, que suponen el alzado de una segunda planta.
Por último, en la hasta ahora última campaña de investigación realizada en 1990, se localizó en el área occidental del oppidum un gran edificio porticado que se desmarca por completo, en tamaño y estructura, de las casas de la zona central.

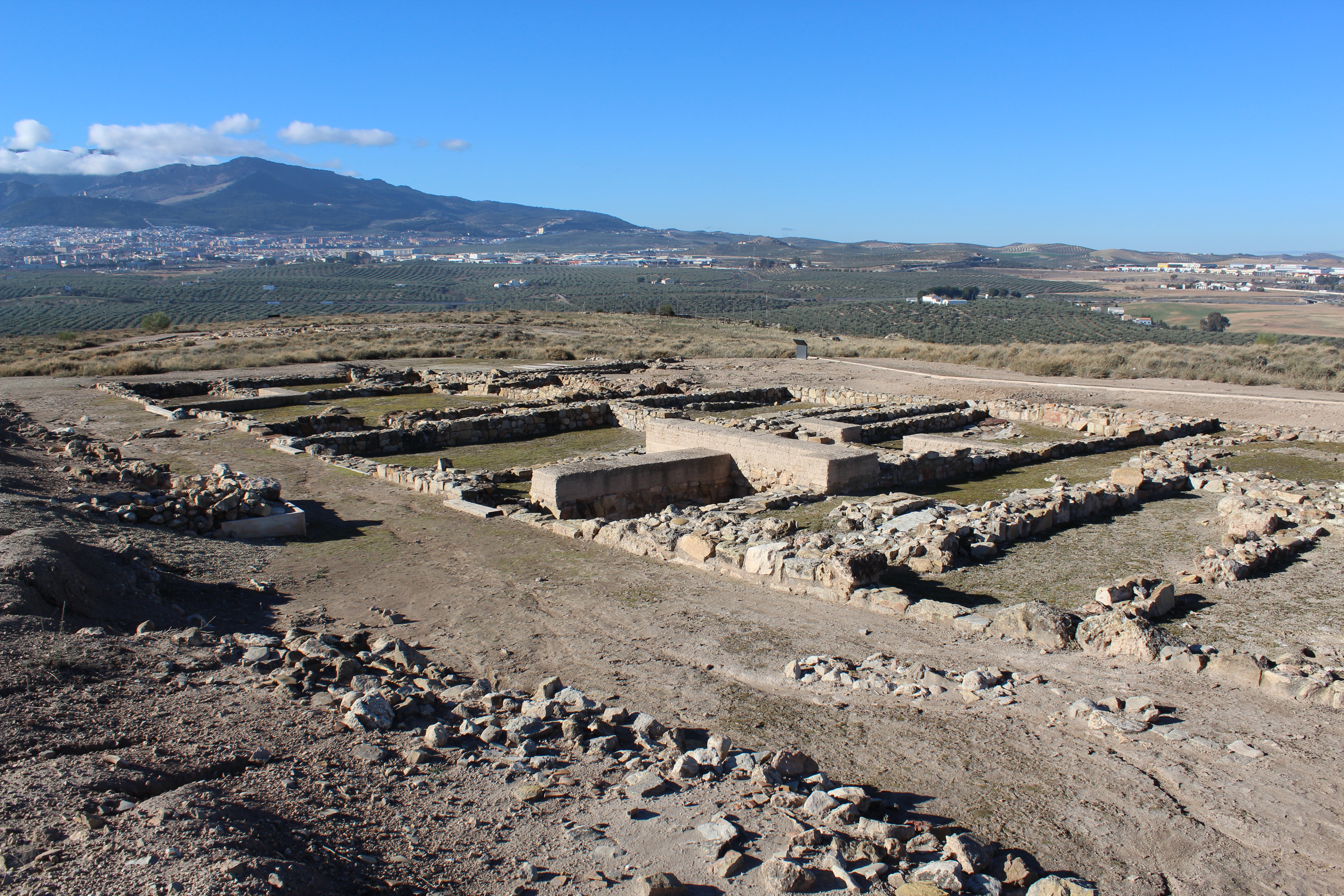
Zona central donde se hallan las viviendas de los aldeanos.

Es en el siglo III a. C., en el horizonte ibérico final, cuando se advierte que la construcción de la fortificación es más débil, con bastiones más pequeños, cimentados en los anteriores o sobre su sedimentación. Este momento coincide con la última reocupación del cerro, el cual será abandonado tras los cambios sociales y territoriales que ocasionará la romanización.